# Roque González Salazar
Roque Antonio González Salazar (General Terán, Nuevo León; 13 de junio de 1931 - Ciudad de México, Distrito Federal; 13 de abril de 2015) fue un abogado, político y diplomático mexicano. Desempeñó los cargos de embajador de México en la Unión Soviética, Argentina, Portugal y Paraguay, y fue rector interino de la Universidad Autónoma de Nuevo León.

## Estudios
Nació en General Terán, Nuevo León, el 13 de junio de 1931. Fue licenciado en derecho y ciencias jurídicas y sociales por la Facultad de Derecho y Ciencias Sociales (hoy de Derecho y Criminología) de la Universidad Autónoma de Nuevo León (1948-53), y realizó estudios de posgrado en Relaciones Internacionales en el Institud d' Etudes Politiques de la Universidad de París (1960-62), en el Russian and East European Institute de la Universidad de Indiana (1962-63), y en la International London School of Economics and Political Science de la Universidad de Londres (1963-65).

## Cargos públicos
El lic. González Salazar desempeñó varios cargos tanto dentro como fuera de México, tales como:
- Secretario particular del presidente estatal del PRI en Nuevo León (1954-55).
- Secretario del Juzgado 4° de Letras del Ramo Civil en Monterrey (1955-56).
- Juez primero de Letras del Ramo Civil en Monterrey (1955-57).
- Secretario general de la Universidad Autónoma de Nuevo León (1957-58), y rector interino de la Universidad (1958).
- Consejero para asuntos culturales de la embajada de México en la URSS, con sede en Moscú (1965-66).
- Profesor e investigador en el Centro de Estudios Internacionales de El Colegio de México (1966-72).
- Director de la revista Foro Internacional (1967-72).
- Profesor de la Facultad de Ciencias Políticas y Sociales de la UNAM (1967-69).
- Director del Centro de Estudios Internacionales (1969-72).
- Secretario general de El Colegio de México (1973), coordinador general académico (1978-79), y miembro de la Junta de Gobierno (1980-91).
- Embajador de México en la Unión Soviética (1973-75).
- Embajador de México en Argentina (1975-77).
- Subdirector general de Estudios Hacendarios Internacionales de la Secretaría de Hacienda (1977)
- Director general para Europa y la URSS (1979-82).
- Oficial mayor de la Secretaría de Relaciones Exteriores (1982-88).
- Director fundador de la revista Proa, órgano de la Asociación del Servicio Exterior Mexicano (1982).
- Miembro de la Junta de Gobierno de la UANL (1987-91)
- Director general del Comité Regional Norte de Cooperación con la UNESCO.
- Embajador de México en Portugal (1989-91).
- Embajador de México en Paraguay (1991-96).

## Reconocimientos
El lic. González Salazar ha sido condecorado con la Encomienda de la Orden al Mérito de Polonia en 1979, y por servicios de las relaciones entre los pueblos por la República Democrática Alemana en 1982.
La presidencia de la República lo designó Embajador Eminente del Servicio Exterior Mexicano en 1988.
Falleció en la Ciudad de México el 13 de abril del 2015.

## Obras
- El derecho fiscal: naturaleza y caracteres (tesis, 1954)
- La frontera norte, integración y desarrollo (compilador, 1981)
- Visión de México contemporáneo (compilador, 1982)